# Marshall Chapman
Marshall Chapman, née le 7 janvier 1949 à Spartanburg (Caroline du Sud), est une auteur-compositrice et chanteuse américaine.

## Discographie
- Me, I'm Feelin' Free - Epic/CBS - 1977
- Jaded Virgin - Epic/CBS - 1978
- Marshall - Epic - 1979
- Take It On Home - Rounder - 1982
- Dirty Linen - Tall Girl - 1987
- Inside Job - Tall Girl - 1991
- It’s About Time… - Island/Margaritaville - 1995
- Love Slave - Island - 1996
- Goodbye, Little Rock And Roller - Tall Girl - 2003
- Live! The Bitter End - Tall Girl - 2004
- Mellowicious! - Thirty Tigers/Tallgirl - 2006
- Big Lonesome - Tall Girl - 2010
- Blaze Of Glory - Tall Girl - 2013

## Filmographie
- 2010 : Country Strong : Winnie
- 2015 : Mississippi Grind : Cherry
- 2016 : Lovesong : Jessica
- 2017 : Novitiate : Sister Louisa - Naked Nun
- 2017 : Where the Fast Lane Ends Aunt Kate : Jessica (en production)